# María Eugenia Larraín
María Eugenia Larraín Calderón, (Santiago, 16 de outubro de 1973) conhecida como Kenita Larraín, é uma modelo e socialite chilena.

## Carreira
Em 2008, Larraín participou do programa de televisão argentino Bailando por un Sueño. No ano seguinte, entrou no reality show chileno Pelotón VIP, ao lado de seu irmão gêmeo, Mario Larraín, onde conquistou o segundo lugar. Em 2011, ela foi a protagonista do videoclipe da cantora búlgara Evailo, conhecida no Chile por sua participação no programa Yingo. Em novembro de 2011, Larraín lançou seu primeiro single, "Mi Mundo Sin Ti", uma versão da música da cantora espanhola Soraya Arnelas.
Em janeiro de 2023, foi anunciado o desenvolvimento de uma peça teatral sobre a vida de Larraín, intitulada Kentina. A música original é de Camila Moreno, e a peça será apresentada no Centro Cultural Gabriela Mistral, com estreia prevista para novembro de 2023.

## Vida pessoal
Foi casada com o tenista Marcelo Ríos. Em 2005, ela sofreu um grave acidente de carro por descuido de Ríos, que resultou na separação do casal.
Em 2015 casou-se com o empresário Sergio Ader, com quem tem um filho.

## Filmografia
- Tarde Millonaria (Canal 13)
- Sal y Pimienta (Mega)
- Futgol (Canal 13)
- Sin Barrera (Chilevisión)
- Sábado Gigante (Canal 13)
- Para eso estamos (Canal 13)
- Zoom Deportivo (TVN)
- Morandé con Compañía (Mega)
- Noche de Juegos (TVN)
- Viva la mañana (Canal 13)
- SQP (Chilevisión)
- Pollo en Conserva (Red Televisión)
- Un amor indomable (ATV, Perú)
- El baile en TVN (TVN)
- Astros de la risa (Panamericana Televisión, Peru)
- Bailando por un Sueño 2008 (Canal 13, Argentina)
- Pelotón VIP (TVN)
- Fiebre de Baile 3 (CHV)
- La Barra del Mundial (TVN)